# 돌아와요 부산항에
《돌아와요 부산항에》는 황선우가 작사 및 작곡한 조용필의 노래로, 1982년에 발표하였다. 가사 속의 형제는 재일동포를 가리키며, 1980년대 당시 동포애를 강조한 시대의 노래로서 크게 유행했다.

## 개요
원곡은 1971년 통영 출신 가수 김해일이 취입한 「돌아와요 충무항에」로 작곡가는 황선우이고 작사가는 김성술이다. 부산광역시를 넘어 한국을 상징하는 노래 중 하나로, 일본의 엔카 가수인 아쓰미 지로 등이 번안곡을 내는가 하면 폴 모리아의 내한 때 오케스트라로 연주되기도 했다. 프로야구에서도 부산을 상징하는 응원가로 널리 쓰이는데, 롯데 자이언츠가 <돌아와요 부산항에>를 편곡한 응원가를 사용한다.

## 같이 보기
- 부산항
- 동백섬
- 오륙도